# Meneer Hacke en de buffetjuffrouw
Meneer Hacke en de buffetjuffrouw is een hoorspel van Konrad Hansen. Vom Hackepeter und der kalten Mamsell werd op 6 oktober 1971 door de Westdeutscher Rundfunk uitgezonden. Marguerite Rambonnet vertaalde het en de NCRV zond het uit op zondag 3 februari 1974. De regisseur was Ab van Eyk. Het hoorspel duurde 65 minuten.

## Rolbezetting
- Corry van der Linden (Lieve)
- Dick Scheffer (Moppie)
- Mimi Kok (mevrouw Van Holle)
- Broes Hartman (Hacke)
- Fé Sciarone (mevrouw Sesam)

## Inhoud
Ze hebben eigendom verzameld, een huisje gebouwd, ze houden het gazon kort, geven ‘s avonds de sparren water, zien vol vertrouwen de volgende salarisverhoging tegemoet. De jonge echtelieden - hij een bediende met goede ontwikkelingskansen, zij een huisvrouw van het pre-emancipatorische type - zouden zich, als ze gevraagd worden naar hun levensgevoel, ergens tussen tevreden en gelukkig rangschikken. Het spreekt vanzelf, dat ze scherp gerekend hebben, maar vaak is de beurs plat, vaak is er ook een tekort. Wat ligt er dan meer voor de hand dan de twee kamers boven - die toch leeg staan zolang er geen kinderen zijn - aan geschikte mensen te verhuren? Twee huurders zijn snel gevonden: een heer en een dame. Leuke mensen. Heel aardige mensen, al zijn ze ook wat ongewoon in hun optreden en manier van spreken. Geld hebben ze blijkbaar niet te kort. De vraag, waarvan die twee leven, leidt tot verdere vragen: wat zijn dat voor mensen die de dame 's avonds in haar kamer ontvangt? Wat zaagt die huurder, Hacke genaamd, vaak tot laat in de nacht? Vermoedens, verdenkingen. Het jonge paar verzamelt een tijdlang ijverig feiten, overlegt, trekt conclusies.